# Pikopiko
Pikopiko to proces oddychania, wykorzystywany przez hawajskich szamanów zwanych kahuna Poprzez oddech pikopiko szaman wchodził w stan podwyższonej koncentracji i relaksu. Rozróżnia się trzy główne centra energetyczne (piko): szczyt głowy, pępek i obszar genitaliów. Szczyt głowy reprezentuje duchowe połączenie, pępek uznawany jest za połączenie z otoczeniem człowieka, natomiast genitalia są centrum rozmnażania. Jeżeli osoba posiada trzy centra w równowadze, wtedy traktuje się taką osobę za całkowicie zdrową.